# 五里湖
五里湖，又名蠡湖，是一个位于中国江苏省无锡市的湖泊，面积约为7.1平方千米，平均水深约为2米，蓄水量约为1400万立方米。2005年2月，列入江苏省湖泊保护名录。